# Arenaria rotundifolia
Arenaria rotundifolia är en nejlikväxtart. Arenaria rotundifolia ingår i släktet narvar, och familjen nejlikväxter.

## Underarter
Arten delas in i följande underarter:
- A. r. pancicii
- A. r. rotundifolia